# 금호터미널
금호터미널주식회사는 금호산업의 고속버스 사업부가 소유했었던 고속버스 터미널의 관리를 위해, 2006년 10월 1일 금호산업에서 자사 터미널 관리 사업 부문의 물적 분할 방식을 통해 100% 지분을 소유하는 금호산업의 자회사로 출범했으며, 2009년 10월 1일 자로 금호산업은 보유 지분 100% 전량을 대한통운에 매각하여 대한통운의 자회사로 바뀌었다. 금호아시아나그룹이 자금난을 타개하기 위해 CJ그룹에 대한통운의 지분을 매각하는 과정에서 금호터미널(주), 아스공항(주), 아시아나공항개발(주)의 대주주가 2011년 6월 17일에 아시아나항공으로 변경되었다. 2016년 4월 29일 아시아나항공에서 가지고 있는 금호터미널 지분 100% 금호기업에 매각하여 주주가 금호기업으로 변경됐다.
금호터미널은 본사인 유스퀘어(광주종합버스터미널) 등 6개 직영 터미널, 군산고속버스터미널을 포함한 8개 위탁운영 터미널, 그리고 유성고속버스터미널 등의 지분 및 임차 터미널을 포함한 15개의 터미널의 발권 및 개표 관리를 담당하고 있다.
그러나 금호그룹의 경영난 여파로 금호터미널 소유의 남원, 김제, 익산고속버스터미널이 폐쇄됐다.

## 연혁
- 2006년 10월 1일 금호터미널 설립
- 2009년 10월 1일 대한통운에 매각하여 대한통운의 자회사로 편입
- 2011년 6월 17일 대한통운의 지분을 매각하는 과정에서 금호터미널(주) 대주주사 아시아나항공으로 변경
- 2016년 4월 29일 아시아나항공에서 가지고 있는 금호터미널 지분 100% 금호기업에 매각하여 주주가 금호기업으로 변경
- 2016년 8월 12일 금호기업과 합병

## 소유 터미널
- 유스퀘어(광주종합버스터미널)
- 목포종합버스터미널
- 순천종합버스터미널
- 여수종합버스터미널
- 해남시외버스터미널
- 금산시외버스터미널
- 전주고속버스터미널
- 공주종합버스터미널
- 군산고속버스터미널
- 논산고속버스터미널
- 순창시외버스터미널
- 유성고속버스터미널

## 주요 관계사
- 금호기업